# European Extremely Large Telescope
El Telescopi Extremadament Gran (ELT pel seu nom en anglès, Extremely Large Telescope) és un telescopi terrestre de grans dimensions actualment en construcció, amb un diàmetre de 39 metres. És la proposta de l'Observatori Europeu Austral (ESO) per a la nova generació de telescopis òptics. L'Observatori Europeu Austral (ESO) s'ha centrat en aquest nou disseny, més petit del previst, després que un estudi de viabilitat de l'anterior projecte, un telescopi de 100 metres de diàmetre conegut com a Overwhelmingly Large Telescope, conclogués que costaria al voltant de 1.500 milions d'euros i seria massa complex. El 26 d'abril de 2010, el Consell de l'Observatori Europeu Austral (ESO) va seleccionar el cerro Armazones, Xile, com a ubicació de referència del futur ELT.
El projecte tenia originalment el nom de Telescopi Europeu Extremadament Gran (E-ELT per les seves sigles en anglès European Extremely Large Telescope), però es va escurçar el nom el 2017.
El 2014 s'esperava començar les operacions el 2024. Actualment s'espera la primera llum el 2028.

## Construcció i tecnologia
La tecnologia de fabricació actual només permet que un mirall d'una sola peça tingui com a màxim uns vuit metres. Alguns telescopis de grans dimensions en funcionament, com el Gran Telescopi de les Canàries i el Gran Telescopi Sud-africà, utilitzen diversos miralls hexagonals units per poder aconseguir en total un mirall de 10 metres de diàmetre. El Telescopi Extremament Gran, per tant, necessitaria un disseny semblant.
El projecte de l'ELT té com a objectiu l'observació de l'univers amb un detall major fins i tot que el del telescopi espacial Hubble. El mirall de 39,3 metres possibilitaria l'estudi de les atmosferes de planetes extrasolars, així com l'estudi d'aquests planetes en si, els discs protoplanetaris exteriors al sistema solar, l'energia fosca i la formació de galàxies. L'ELT és dins del Pla Europeu d'Infraestructures de Recerca i en el Pla d'Infraestructures de l'organització Astronet i "en aquest moment passa una fase B que acabarà amb una revisió del disseny final de la instal·lació completa el 2009-2010. Aquest estudi en la fase B inclou contractes amb la indústria per dissenyar i produir prototips d'elements clau, com són les seccions del mirall principal, el quart mirall adaptatiu o l'estructura mecànica. També hi ha en ell estudis conceptuals de vuit instruments ". Per a la realització dels projectes d'Astronet serà necessari un augment del finançament d'un 20%, aproximadament. Per a Tim de Zeeuw, director general de l'ESO, "que l'E-ELT sigui en lloc prioritari en el pla significa un fort suport de la comunitat astronòmica europea". Així mateix, assegura que "aquest projecte emblemàtic farà millorar la imatge científica, tecnològica i industrial d'Europa ".
A causa de la competència d'altres projectes del mateix estil, especialment el Thirty Meter Telescope i el Giant Magellan Telescope, "la decisió de la construcció de l'E-ELT no es pot ajornar més enllà del 2010". El període de construcció s'estima entre cinc i sis anys, de manera que el telescopi podria estar llest per al. La fase de disseny dels cinc miralls anastigmàtics, amb un cost de 57 milions d'euros, és coberta en la seva totalitat pel pressupost de l'ESO. El cost estimat total de la construcció és de 960 milions d'euros.

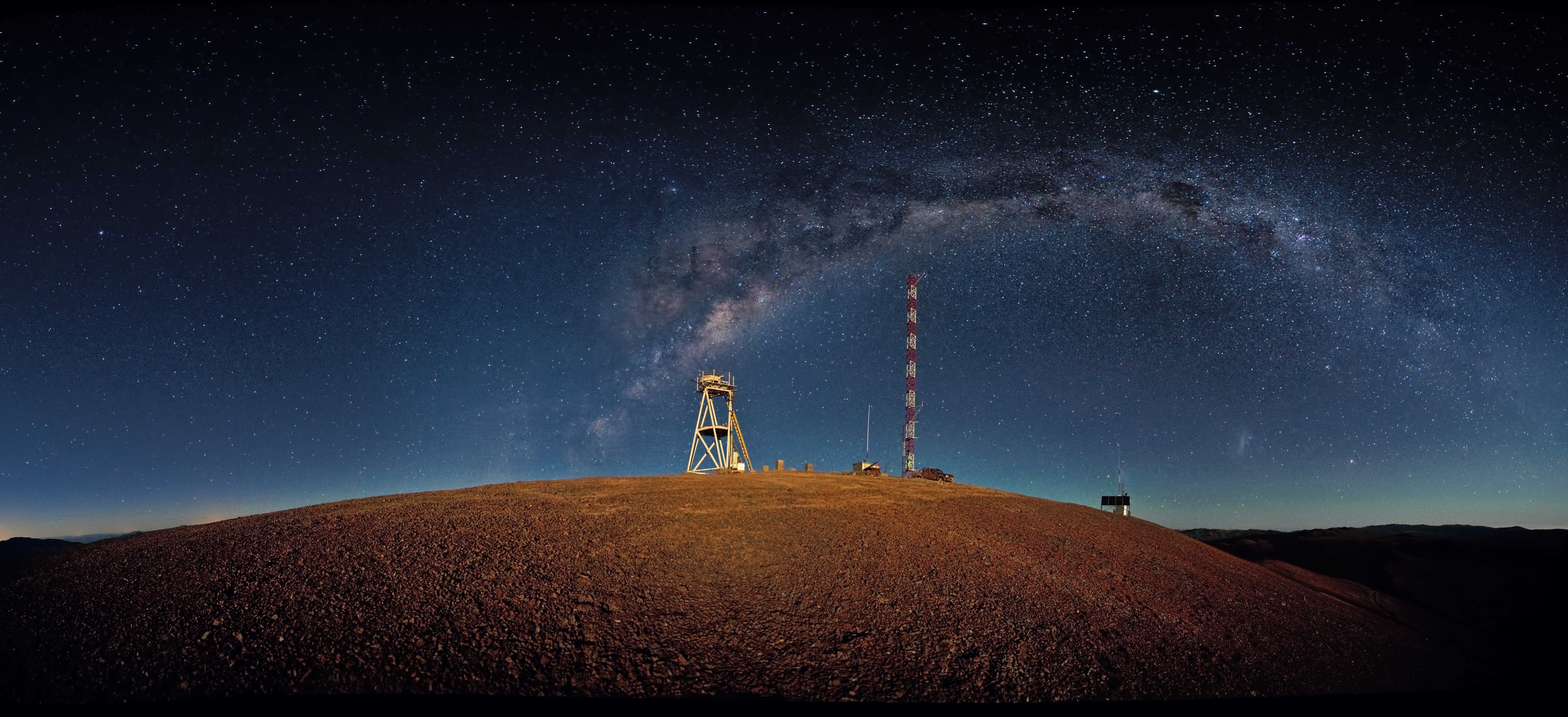
Panorama nocturn del cerro Armazones, el lloc escollit l'abril del 2010 per al Telescopi Europeu Extremadament Gran.

## Localització
Els possibles llocs que en algun moment es van estudiar per a la construcció del telescopi van ser Cerro Macon, a l'Argentina; l'Observatori del Roque de los Muchachos, a les Illes Canàries, Espanya; Sud-àfrica, Xile, el Marroc i l'Antàrtida. Posteriorment es va decidir entre els llocs seleccionats per ESO a les Illes Canàries, a Espanya, o al cerro Armazones, a Xile.
El 4 de març de 2010 el Comitè per a la selecció de la ubicació de l'ESO recomana Cerro Armazones com a ubicació del telescopi. Finalment l'ESO anuncia el dilluns 26 d'abril de 2010 l'elecció de Cerro Armazones com a destinació final per a la construcció de l'E-ELT.

## Característiques
El Telescopi Europeu Extremament Gran, encara en construcció, estarà preparat per observar a la longitud d'ona de la llum visible, prop de l'infraroig. El telescopi, en una estructura de 5.000 tones de pes i 80 metres d'altura i sota un cúpula semiesfèrica, serà un telescopi reflector amb un resolució angular d'entre 0,001 i 0,6 segons d'arc, depenent de l'objecte observat i dels instruments utilitzats. La seva longitud focal serà d'entre 420 i 840 m (f/10 - f/20) i la seva muntura serà altazimutal.